# Werner Scheffler
Werner Scheffler (* 21. Oktober 1921 in Dortmund; † 16. November 2013 in Memmingen) war ein deutscher Tischtennisfunktionär. Bekannt ist er durch das von ihm entworfene Werner-Scheffler-System, welches die Reihenfolge der Spiele beim Wettkampf zweier Vierermannschaften festlegt. Er ist Träger des Bundesverdienstkreuzes.

## Werdegang
Werner Scheffler spielte aktiv im Verein TSV Mengede, den er selbst mitgegründet hatte. Gefragt waren seine Fähigkeiten, den Ablauf eines Turnieres vor Ort zu organisieren, vor allem in der Zeit, als Computer noch nicht verbreitet waren. Hier half er bei Auslosungen und erstellte Zeitpläne für die Teilnehmer. Beispielsweise war er Turnierleiter bei der Weltmeisterschaft 1959 in Dortmund.
Seit 1958 gehörte er dem Sportausschuß des Westdeutschen Tischtennis-Verbandes WTTV an, von 1969 bis 1991 war er Sportwart im WTTV, 1979 wurde er in den Sportausschuß des Deutschen Tischtennis-Bundes DTTB berufen.

## Werner-Scheffler-System
Am bekanntesten ist Werner Scheffler durch das Spielsystem, das seinen Namen trägt. Es regelt einen Wettkampf zwischen zwei Vierermannschaften A und B und sieht vor, dass die vier Spieler jeder Mannschaft bis zu drei Einzel bestreiten. Den sich daraus ergebenden 12 Einzelspielen werden zwei Doppelpaarungen vorangestellt, sodass ein solcher Wettkampf nach maximal 14 Kämpfen beendet ist. Erreicht eine Mannschaft vorher acht Punkte, dann ist der Wettkampf entschieden und wird abgebrochen.
```
 1. 
DA1 - DB1
   Doppel 1 von A - Doppel 1 von B
 2. 
DA2 - DB2
   Doppel 2 von A - Doppel 2 von B
 3. 
A1  - B2
    Einzel 1 von A - Einzel 2 von B  Paarkreuz 1 "über Kreuz"
 4. 
A2  - B1
    Einzel 2 von A - Einzel 1 von B
 5. 
A3  - B4
    Einzel 3 von A - Einzel 4 von B  Paarkreuz 2 "über Kreuz"
 6. 
A4  - B3
    Einzel 4 von A - Einzel 3 von B
 7. 
A1  - B1
    Einzel 1 von A - Einzel 1 von B  Paarkreuz 1 "paarweise"
 8. 
A2  - B2
    Einzel 2 von A - Einzel 2 von B
 9. 
A3  - B3
    Einzel 3 von A - Einzel 3 von B  Paarkreuz 2 "paarweise"
10. 
A4  - B4
    Einzel 4 von A - Einzel 4 von B
11. 
A3  - B1
    Einzel 3 von A - Einzel 1 von B
12. 
A1  - B3
    Einzel 1 von A - Einzel 3 von B
13. 
A2  - B4
    Einzel 2 von A - Einzel 4 von B
14. 
A4  - B2
    Einzel 4 von A - Einzel 2 von B
```

Seit 1968 ist das Werner-Scheffler-System in der Wettspielordnung des DTTB (Teil D, Abschnitt 7) verankert. Neben dem Scheffler-System gibt es momentan nur zwei weitere Spielsysteme für Vierermannschaften: das kürzere Bundessystem, das die Paarungen eins bis zehn vorsieht, und das erst vor Kurzem aufgenommene Braunschweiger System, bei dem eine Vierermannschaft auch gegen eine Dreiermannschaft antreten kann. Bei den Begegnungen 11 bis 14 des Scheffler-Systems spielen Aktive aus verschiedenen Paarkreuzen gegeneinander.

## Ehrungen
Werner Schefflers Verdienste wurden durch zahlreiche Ehrungen gewürdigt:
- 1968: Goldene Ehrennadel des Westdeutschen Tischtennis-Verband WTTV[2]
- 1980: Goldene Ehrennadel des Deutschen Tischtennis-Bundes DTTB[2]
- 1983: Albrecht-Nicolai-Pokal
- 1986: Bundesverdienstkreuz
- 1991: Ehrenmitglied im Westdeutschen Tischtennis-Verband WTTV[1]
- 1997: Ehrenmitglied im Deutschen Tischtennis-Bund DTTB

## Privat
Werner Scheffler war verheiratet und hatte eine Tochter. Seinen Lebensunterhalt verdiente er bei der Bergbau AG in Dortmund, wo er auch als Betriebsratsvorsitzender und Gewerkschafter wirkte. 2013 verstarb er an den Folgen eines im Jahre 2010 erlittenen Schlaganfalles.